# Xestobium abietis
Xestobium abietis är en skalbaggsart som beskrevs av Fisher 1947. Xestobium abietis ingår i släktet Xestobium och familjen trägnagare. Inga underarter finns listade i Catalogue of Life.